# 미국 국제무역위원회

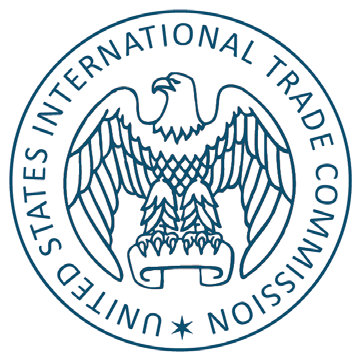

미국 국제무역위원회(United States International Trade Commission, USITC 또는 I.T.C.)는 무역 문제에 대해 입법부와 행정기관에 조언을 제공하는 미국 연방 정부 기관이다. 관세, 경쟁력 등 무역 문제를 분석하고 보고서를 발행하는 독립적이고 초당적인 기관이다. 준사법 기관인 USITC는 수입이 미국 산업에 미치는 영향을 조사하고 보조금, 덤핑, 저작권 침해를 포함한 지식 재산권 침해와 같은 불공정 무역 관행에 대한 조치를 지시한다.

## 같이 보기
- 무역 관련 지식재산권에 관한 협정
- 도하 개발 라운드
- 연방거래위원회
- 일반특혜관세제도
- 미국 무역대표부